# Idiocera (Idiocera) absona
Idiocera (Idiocera) absona is een tweevleugelige uit de familie steltmuggen (Limoniidae). De soort komt voor in het Oriëntaals gebied.